# Escuadrón de Vigilancia Aérea
Un Escuadrón de Vigilancia Aérea (EVA) es una unidad militar encargada de la detección y el seguimiento de aeronaves en vuelo en una zona del espacio aéreo.  En el Ejército del Aire y del Espacio de España dependen del Mando Aéreo de Combate (MACOM) a través de la Jefatura del Sistema de Mando y Control (JSMC) y tienen, además de la misión de detectar aeronaves dentro de su área de cobertura, la de transmitir los datos de la detección tanto a los centros de Defensa Aérea como a los centros de control de Aviación Civil.

## Historia
El antecedente de los Escuadrones de Vigilancia Aérea fueron los Escuadrones de Alerta y Control (EAC) que fueron creados en 1958 como parte de la reestructuración de la Defensa Aérea. Los Pactos de Madrid de 1953 entre España y los Estados Unidos incluían el despliegue de unidades estadounidenses en bases de utilización conjunta que serían actualizadas por el gobierno estadounidense, el suministro de material estadounidense para modernizar las Fuerzas Armadas de España y el entrenamiento de las Fuerzas Armadas españolas para poder usar el material suministrado.
Como consecuencia de los pactos España recibió sus primeros cazas reactores, que empezaron a sustituir aparatos de hélice que llevaban en servicio desde la Guerra Civil Española. Aparte de la ampliación y la actualización de las bases aéreas de utilización conjunta, la USAF también emprendió, en colaboración con el gobierno español, la actualización del resto de infraestructura aeronáutica para ponerla al nivel de la de los países de la OTAN. Esto incluyó la creación de una red de alerta y control para vigilar el espacio aéreo español y para controlar las operaciones de las unidades aéreas españolas y estadounidenses. Ya en 1954 se empezaron a seleccionar los lugares más apropiados para instalar los radares de vigilancia y se empezaron a construir las instalaciones necesarias. Al mismo tiempo el personal español empezó su entrenamiento, unos en los Estados Unidos y otros en España.

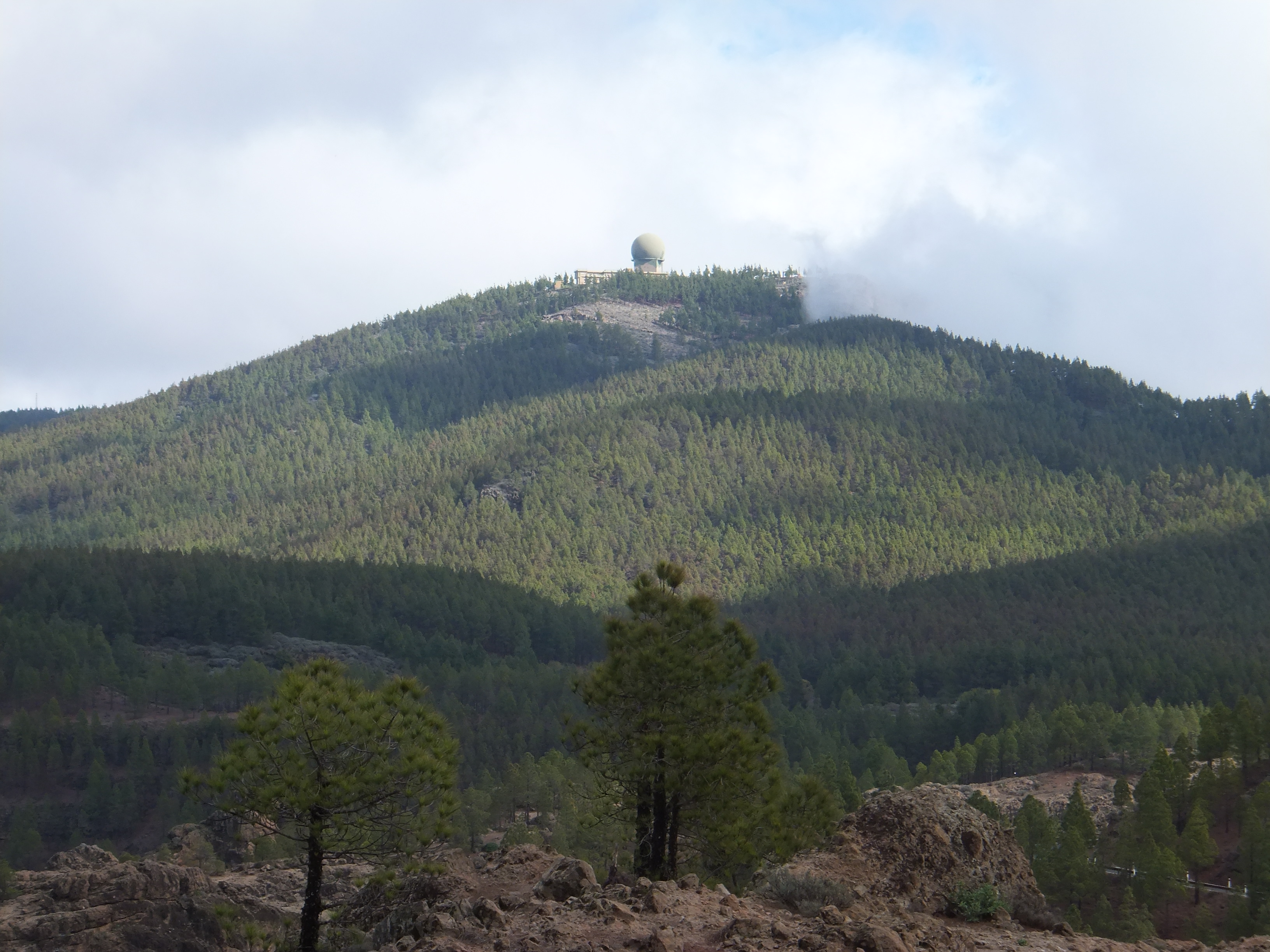
EVA 21 en la cumbre del Pico de las Nieves

La USAF creó la 16.ª Fuerza Aérea en 1956 como el mando de sus unidades desplegadas en España. La 16.ª Fuerza Aérea incluía unidades de bombardeo estratégico equipadas con el B-47 Stratojet y también la 65.ª División Aérea, que se encargó del entrenamiento y la operación de la red de alerta y control. El primer Escuadrón de Alerta y Control en entrar en servicio fue el número 2 del Ejército del Aire, que compartiría las instalaciones y equipos de Villatobas con el 681 Escuadrón de Alerta y Control Aéreo de la USAF, en 1958. Otros seis centros de alerta y control entraron en servicio entre 1957 y 1960, completando los números del 1 al 7. Al principio cada uno de ellos acogía un escuadrón español y otro estadounidense, que compartían el uso de los medios, hasta que en 1964 el gobierno estadounidense cedió la propiedad y operación de las instalaciones y los equipos al gobierno español y disolvió sus escuadrones.
El equipo inicial para cada centro consistía en un radar de vigilancia AN/FPS-20 y uno de altura AN/FPS-6, cada uno estaba protegido por su radomo respectivo. 

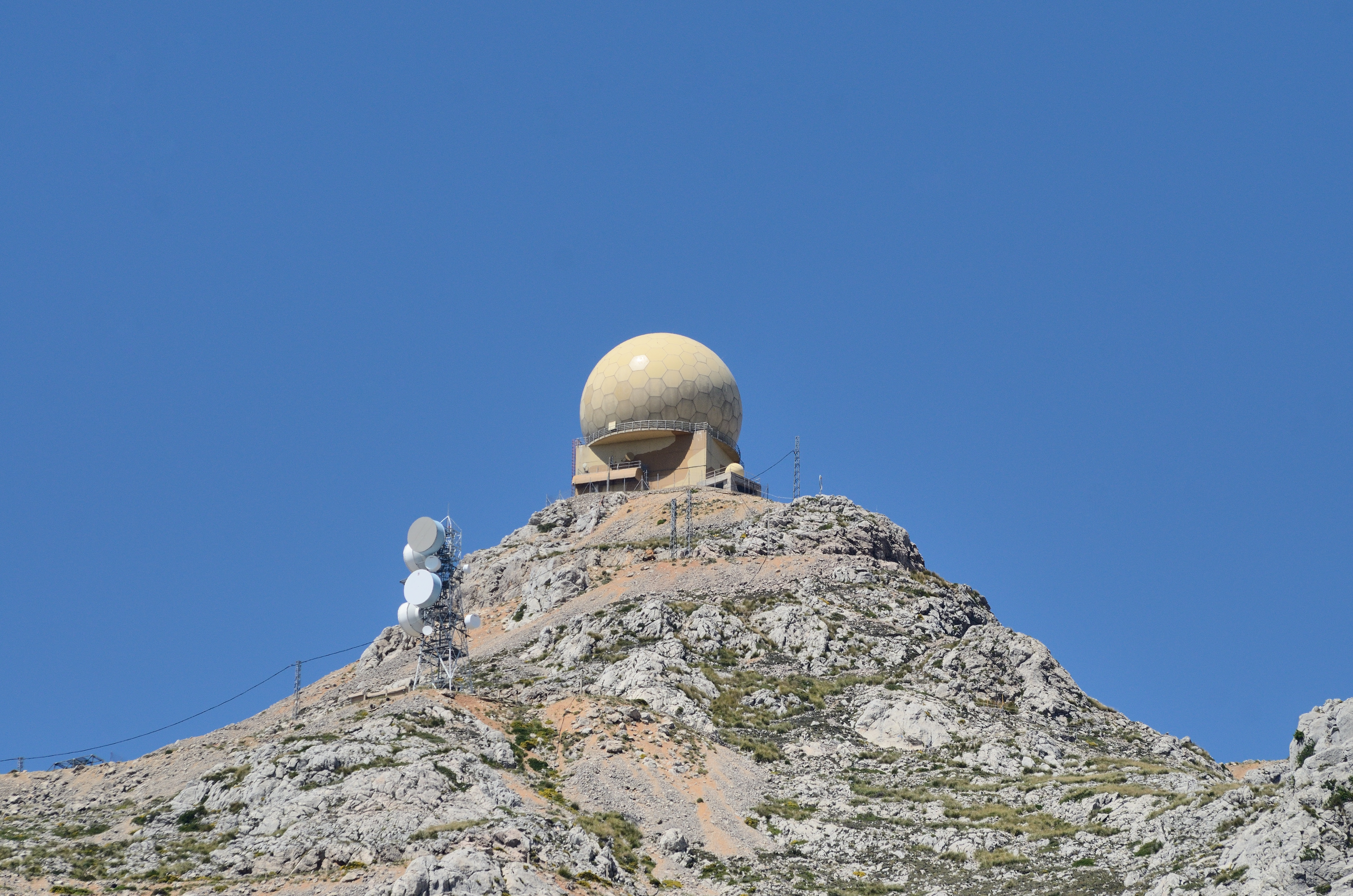
EVA 7 en la cumbre del Puig Mayor

En mayo de 1966 se decidió clausurar el Escuadrón de Elizondo y sus equipos fueron trasladados a Motril, donde se crearía posteriormente un nuevo escuadrón. También en 1966 se creó el EAC 8 en Gran Canaria, con el indicativo "Papayo". En 1969 los radares de vigilancia fueron modernizados a la configuración AN/FPS-100. En 1972 se creó el EAC-9 en Motril, usando los equipos de Elizondo. El programa Combat Grande I entre 1974 y 1978 incluyó la adaptación de los AN/FPS-100 a la configuración AN/FPS-113 y la digitalización de la transmisión de datos entre los centros de radar y otros centros de control. En 1975 se trasladó a Lanzarote el radar móvil AN/TPS-43C que anteriormente había prestado servicio en el Sahara español. Los Escuadrones de Alerta y Control pasaron a denominarse Escuadrones de Vigilancia Aérea en 1977, como consecuencia de una reorganización del Mando de Defensa Aérea y para reflejar que, con la capacidad de transmisión digital, la responsabilidad de control ya no se ejercía de manera primaria en los centros de radar.
El programa Combat Grande II estableció un nuevo EVA en Noya para cubrir la vigilancia del noroeste peninsular y dotó los radares de Canarias con capacidad de transmisión de datos digitales, pasando el de Lanzarote a la configuración AN/TPS-43E (M). En los años 90 se realizó el programa PROVIDA para prolongar la vida útil de los equipos de procedencia americana, modificándose los radares de altura a la configuración AN/FPS-90. Al mismo tiempo se empezó a desarrollar el Radar LANZA, un desarrollo español para reemplazar los equipos que, a pesar de sucesivas modificaciones, partían de diseños de los años 50.
En 1994 se creó la Escuadrilla de Vigilancia Aérea N°13 en las instalaciones del CT-5 del Ejército de Tierra en Sierra Espuña, comenzado a operar en enero de 1995 equipado con un radar AN/TPS-43. En 1997, con la disolución del CT-5, la Escuadrilla pasó a ocupar todo el acuartelamiento, pasando a ser el Escuadrón de Vigilancia Aérea N°13. En 1998 se iniciaron allí los trabajos para la instalación del primer Radar LANZA, que entró en servicio en 2001. Los EVA 11 y 12 fueron creados con el sistema Lanza como su equipo original. Posteriormente los equipos de los otros EVAs fueron reemplazados por el sistema Lanza o por el RAT-31 SL/T de Alenia, siendo Villatobas, el primer EVA en operar los equipos americanos, también el último en hacerlo, con la transición al radar RAT-31 SL/T. Los nuevos sistemas integran los equipos de vigilancia y altura en un solo radar, requiriendo un solo radomo en vez de los dos que eran necesarios previamente.

## Unidades
| EVA | EAC | ACWS                 | Indicativo | Coordenadas                                 | Lugar                                                                            | IOC  | Equipo Actual    |
| --- | --- | -------------------- | ---------- | ------------------------------------------- | -------------------------------------------------------------------------------- | ---- | ---------------- |
| 1   | 1   | Escudo del EVA nº 1  | Siesta     | 41°22′32″N 1°29′43″O / 41.37562, -1.49541   | Acuartelamiento Aéreo El Frasno El Frasno (Zaragoza)                             | 1959 | LANZA 3D LRR     |
| 2   | 2   | Escudo del EVA nº 2  | Matador    | 39°53′15″N 3°18′12″O / 39.88749, -3.30324   | Acuartelamiento Aéreo Villatobas Villatobas (Toledo)                             | 1958 | LANZA 3D LRR     |
| 3   | 3   | Escudo del EVA nº 3  | Bolero     | 37°55′29″N 5°36′02″O / 37.92483, -5.60066   | Acuartelamiento Aéreo Constantina Constantina (Sevilla)                          | 1959 | LANZA 3D LRR     |
| 4   | 4   | Escudo del EVA nº 4  | Samba      | 42°16′56″N 3°14′32″E / 42.28228, 3.24220    | Acuartelamiento Aéreo Rosas Rosas (Gerona)                                       | 1960 | LANZA 3D LRR     |
| 5   | 5   | Escudo del EVA nº 5  | Kansas     | 38°38′59″N 0°16′01″O / 38.64965, -0.26690   | Acuartelamiento Aéreo Aitana Confrides (Alicante)                                | 1960 | RAT 31 SL/T      |
| -   | 6   |                      | Derby      | 43°12′35″N 1°26′43″O / 43.20959, -1.44529   | Monte Gorramendi, Elizondo, Baztán (Navarra)                                     | 1960 | disuelto en 1966 |
| 7   | 7   | Escudo del EVA nº 7  | Embargo    | 39°48′27″N 2°47′38″E / 39.80761, 2.79382    | Acuartelamiento Aéreo Puig Mayor Sóller (Mallorca, Islas Baleares)               | 1960 | LANZA 3D LRR     |
| 9   | 9   | Escudo del EVA nº 9  | Orión      | 36°44′37″N 3°25′01″O / 36.74365, -3.41685   | Acuartelamiento Aéreo Motril Motril (Granada)                                    | 1972 | LANZA 3D LRR     |
| 10  | -   | Escudo del EVA nº 10 | Nécora     | 42°43′18″N 8°55′26″O / 42.72171, -8.92389   | Acuartelamiento Aéreo Barbanza Noya (La Coruña)                                  | 1984 | LANZA 3D LRR     |
| 11  | -   | Escudo del EVA nº 11 | Corzo      | 36°28′47″N 5°35′57″O / 36.47963, -5.59916   | Acuartelamiento Aéreo Alcalá de los Gazules Alcalá de los Gazules (Cádiz)        | 2000 | LANZA 3D LRR     |
| 12  | -   | Escudo del EVA nº 12 | Faisán     | 43°10′47″N 3°38′59″O / 43.17977, -3.64981   | Acuartelamiento Aéreo Espinosa de los Monteros Espinosa de los Monteros (Burgos) | 2002 | LANZA 3D LRR     |
| 13  | -   | Escudo del EVA nº 13 | Dragón     | 37°51′49″N 1°34′31″O / 37.86358, -1.57520   | Acuartelamiento Aéreo Sierra Espuña Totana (Murcia)                              | 1995 | LANZA 3D LRR     |
| 21  | 8   | Escudo del EVA nº 21 | Nieves     | 27°57′47″N 15°34′18″O / 27.96308, -15.57159 | Pozo de las Nieves Vega de San Mateo (Gran Canaria, Las Palmas)                  | 1967 | LANZA 3D LRR     |
| 22  | -   | Escudo del EVA nº 22 | Siroco     | 29°07′13″N 13°31′15″O / 29.12016, -13.52091 | Acuartelamiento Aéreo Peñas del Chache Haría (Lanzarote, Las Palmas)             | 1975 | LANZA 3D LRR     |

## Equipos
| Nombre      | Tipo                | Fabricante                 | Notas                                                     |
| AN/FPS-6    | radar de altura     | General Electric (EE. UU.) | modificado a AN/FPS-90, retirado de servicio              |
| AN/FPS-20   | radar de vigilancia | Bendix (EE. UU.)           | modificado a AN/FPS-100, AN/FPS-113, retirado de servicio |
| AN/TPS-43C  | radar 3D móvil      | Westinghouse (EE. UU.)     | modificado a AN/TPS-43E (M), retirado de servicio         |
| LANZA       | radar 3D            | Indra (España)             | en servicio                                               |
| RAT-31 SL/T | radar 3D            | Alenia (Italia)            | en servicio                                               |